# 녹색시장
녹색시장은 소비자와 생산자가 대등한 가격결정 권리를 행사하는 시장으로, 시장내에서는 지역화폐를 이용하여 거래하고 법정화폐와의 교환은 환율을 통해 이루어진다.
주기별로 50%의 화폐를 신규로 발행하며 이전주기의 화폐는 50%로 축소하여 이월하여 매주기별 화폐의 총량은 구성원의 수에 비례한다.